# Trithemis aconita
Trithemis aconita – gatunek ważki z rodziny ważkowatych (Libellulidae).